# Jerome Wiesner
Jerome Bert Wiesner (30 de mayo de 1915 – 21 de octubre de 1994) fue profesor de ingeniería eléctrica, elegido por el presidente John F. Kennedy como jefe del Science Advisory Committee (Comité Consultivo de Ciencias) o PSAC, por sus siglas en inglés. Estudió en la Universidad de Míchigan, fue director asociado del servicio de radiodifusión de radio de la universidad y proporcionó asistencia electrónica y acústica al National Music Camp (Campamento Nacional de Música). Durante la Segunda Guerra Mundial, trabajó en el MIT Radiation Laboratory (Laboratorio de Radiación MIT), con el fin del desarrollo del Radar. Una vez terminada de la guerra, trabajó brevemente en el Laboratorio Nacional de Los Álamos, para luego volver al Research Laboratory of Electronics (Laboratorio de Investigación Electrónica) desde 1946 hasta 1961. Después de servir como asesor científico de Kennedy, volvió al MIT, convirtiéndose en el presidente de la universidad desde 1971 hasta 1980. Falleció en su casa a la edad de 79 años luego de un ataque cardiaco.
Él era un crítico sobre temas de la exploración tripulada en el Espacio exterior, creyendo que la manera más efectiva, serie enviar sondas espaciales automatizas. El desafió a la NASA a desarrollar Programa Apolo, para así lograr el objetivo de Kennedy de enviar al hombre a la luna. 
Bajo la dirección de Kennedy, investigó las críticas al uso del pesticida DDT de Rachel Carson, y emitió un informe en apoyo de sus afirmaciones. Fue un defensor del control de armas y un crítico contra el sistema de defensa de misiles antibalísticos. Mientras fue presidente del MIT, fue puesto en la lista de enemigos de Richard Nixon como su oponente político. 

## Juventud
Wiesner nació en una familia judía en Detroit, Míchigan, y creció en Dearborn. Asistió a la escuela secundaria de Fordson. 
Recibió su Licenciatura en Ciencias de ingeniería eléctrica y matemáticas en 1937, y su Maestría en Ciencias en 1938, en la Universidad de Míchigan. Obtuvo su doctorado en filosofía en ingeniería eléctrica en la misma universidad en 1940. Interesado en la radiodifusión y la acústica, se asoció con el director de radiodifusión de la universidad. También participó en estudios sobre acústica, y asistió al desarrollo de técnicas electrónicas, en el National Music Camp.
En 1940, Wiesner se casa con Laya Wainger, una importante compañera de matemáticas que conoció en la universidad. El mismo año, fue nombrado ingeniero en jefe del Laboratorio de Acústica y Registro de la Biblioteca del congreso, por lo que viajó por el sur de América y el suroeste de Estados Unidos, bajo la subvención de Carnegie Corporation, acompañado de un folclorista, Alan Lomax, para grabar toda la música popular de estas regiones. En este papel, se hizo amigo de la cantante de folk Pete Seeger, que actuó en el concierto de inauguración de Wiesner como Presidente del MIT en 1971.

## Carrera
Wiesner comenzó su carrera profesional en el Instituto de Tecnología de Massachusetts, uniéndose al MIT Radiation Laboratory en 1942 y trabajando en el desarrollo del Radar.  Se convirtió en un miembro asociado del comité de dirección del laboratorio, y dirigió el Proyecto Cadillac.
En el final de la Segunda Guerra Mundial, trabajó en el Laboratorio Nacional de Los Álamos, para luego volver al MIT como profesor de ingeniería eléctrica, y trabajó desde 1946 hasta 1961 en el Laboratorio de Investigación de Electrónica del MIT, para convertirse posteriormente en director.

### Administración de Kennedy
El presidente John F. Kennedy nombró a Wiesner como jefe del President's Science Advisory Committee en febrero de 1961.  

#### Programa espacial
Antes de que Kennedy asumiera el cargo, Wiesner presidió un grupo de trabajo que emitió un informe al presidente electo el 10 de enero de 1961, advirtiendo de la "planificación y la dirección inadecuada debido a la falta de científicos e ingenieros en circulación", expresando así su oposición a los vuelos espaciales tripulados, diciendo que el Proyecto Mercurio exageraba el "valor de ese aspecto de la actividad espacial donde tenemos menos probabilidades de lograr el éxito.' 'Debemos dejar de publicitar el "Proyecto Mercurio" como nuestro objetivo principal en las actividades espaciales.
Cuando la NASA decidió en junio de 1962, activar el proyecto Lunar Orbit Rendezvous como estrategia para el Programa Apolo para cumplir con el objetivo de Kennedy de la llegada del hombre a la Luna a finales de la década de los 60, Wiesner había creado un panel del vehículo espacial, presidido por Nicolas Golovin, para supervisar y prevenir a la NASA. El SVP obligó a la NASA a defender su decisión de desarrollar el proyecto Saturn V (vehículo de lanzamiento) y al Módulo de excuricion lunar, retrasando su conferencia de prensa al 11 de julio, y causando que el administrador de la NASA James E. Webb cubriera llamando a una decisión provisional, manteniendo los métodos de encuentro en órbita terrestre y un ascenso como posibles copias de seguridad, " Encontramos que mediante la adición de un vehículo a los que ya están en fase de desarrollo, a saber, el vehículo de excursión lunar, tenemos una excelente oportunidad para llevar a cabo esta misión con un lapso de tiempo más corto, con un ahorro de dinero, y con la misma seguridad que con cualquier otro modo."
Pero Golovin y Wiesner mantuvieron la presión, Wiesner en un momento dado hizo público el desacuerdo durante un período de dos día de septiembre con la visita del Presidente del Centro de Vuelo Espacial Marshall. Wiesner dijo: "No, eso no es bueno", frente a la prensa, durante una presentación del director Marshall Wernher von Braun. Webb entró en juego y defendió von Braun, hasta que Kennedy puso fin a la disputa diciendo que el asunto estaba "siendo objeto de una revisión final". Webb se mantuvo firme, como la NASA emitió una solicitud de propuesta de candidatos contratistas. Wiesner finalmente cedió, dispuesto a resolver el conflicto de una vez por todas en la oficina de Kennedy, debido a la participación del Presidente con la crisis de los misiles, y el temor del apoyo de Kennedy hacia Webb.

#### Uso de Pesticidas
A raíz de la controversia en torno a la publicación de Rachel Carson en 1962  primavera silenciosa, los cuales cuestionaron el uso indiscriminado de los plaguicidas DDT, Kennedy dirigió el CAPP para llevar a cabo una investigación sobre las alegaciones de Carson. Wiesner llevó a cabo audiencias, y el 15 de mayo de 1963, publicó un informe titulado "El uso de plaguicidas", recomendó una eliminación progresiva de los "pesticidas tóxicos persistentes".

#### Limitación de armamento nuclear
La noticia de Wiesner lo describió como "una figura clave en la administración de Kennedy en el establecimiento de la Agencia de Control de Armas y Desarme, en el logro de la edición de octubre de 1963 Tratado de prohibición parcial de pruebas nucleares, y en el exitoso esfuerzo para restringir el despliegue de sistemas de misiles antibalísticos.”

### Retorno al MIT
Poco antes de su asesinato en noviembre de 1963, Kennedy decidió sustituir a Wiesner, y fue reemplazado por Donald Hornig de la Universidad de Princeton. Después de dejar la Casa Blanca, Wiesner regresó al MIT como Decano de la Facultad de Ciencias, para convertirse en rector en 1966 y el presidente de 1971 a 1980. También fue elegido miembro vitalicio de la Corporación MIT.[cita requerida]
Durante el Escándalo de Watergate, se dio a conocer en junio de 1973 que Charles W. Colson, consejero del Presidente Nixon, había preparado una lista de 20 personas consideradas "hostiles a la administración" el 9 de septiembre de 1971. Lo que se conoce popularmente como "Lista de enemigos de Nixon" se descubrió que se había ampliado para incluir a Wiesner, entre otros veinte académicos. 

## Premios y honores
Fue galardonado con el Los Premios del instituto Franklin in 1980. En 1993 fue galardonado con la Medalla de Bienestar Público de la Academia Nacional de Ciencias.